# Golden Age (manga)
Golden Age là một bộ manga tại Nhật Bản của tác giả Samukawa Kazuyuki

## Cốt truyện
Những đội bóng chuyên nghiệp trong J-league đều nuôi dưỡng lớp cầu thủ kế cận, học sinh cấp 2 nằm trong lứa Jr.Youth. Yui, bé Naria và Tora cũng từng chơi trong Jr.Youth của câu lạc bộ Chigasaki Sea Serpent, nhằm hướng đến bóng đá chuyên nghiệp. Cả ba đều rất giỏi bóng đá, trong đó Yui là xuất sắc nhất! Cậu ấy là tiền đạo át chủ bài, là đại biểu U.13 Nhật Bản. Sau đó vì sự cố công ty Aldac (tài trợ chính cho CLB bóng đá) bị phá sản, "Chigasaki Sea Serpent" buộc phải giải tán. Nhóm Yui không còn chỗ để tập nữa. Và rồi Yui quyết định gia nhập CLB bóng đá ở trường mình đang theo học, THCS Kamome Gasaki. Đó là một nơi tồi tàn, bị băng nhóm cá biệt do Oumi cầm đầu lấy làm điểm tụ tập...nhưng dường như lý do lớn nhất Yui chọn Kamome lại chính là vì Oumi. Đầu tiên bọn Oumi chẳng hề có ý định đá bóng. Nhưng nhờ ảo thuật của Yui mà dần họ đã bị sức hút của bóng đá lôi kéo. Giờ đây họ đã thành 1 đội bóng nghiêm chỉnh, và đang tiến đến Cúp quốc gia.

## Nhân vật

### Shirakawa Yui
Nhân vật chính của tác phẩm - Shirakawa Yui (白河 唯 Bạch Hà Duy) - là một học sinh lớp 7-3 của trường Kamome. Trước đây là thành viên đội Chigasaki đã giản tán. Từng là đại biểu U.13 Nhật Bản. Sau lại gia nhập CLB trường mình là Kamome vì ở đây có cầu thủ mà cậu luôn muốn gặp là Oumi. Từng chơi cho đội U.13 Nhật Bản. Ước mơ là được làm cầu thủ chuyên nghiệp và gặp đối thủ với lối chơi vượt xa sự tưởng tượng của mình. Cậu sống với cô Maya, người mà cậu thường nói là mẹ của mình. Tuy nhiên khi so sánh tuổi tác của 2 người nhóm bạn Yui đã nhận ra rằng cô Maya không phải là mẹ của cậu. Sau đó, trong 1 tập cô Maya đã cho biết cô là người đã đưa Yui đến với ước mơ tìm được người có thể vượt xa sự tưởng tượng của mình. Có tật hay ngủ gật trong giờ học dù hay dậy sớm để luyện tập. Tính tình vui vẻ, vô tư đến nỗi khiến cho Tora-bạn cậu phát cáu lên, nhưng đồng thời cũng rất nghiêm túc. Cậu cũng rất thích làm ảo thuật (dù có hơi kém) và có biệt danh trong giới bóng đá Jr.Youth là "Ảo thuật gia" vì lối chơi không thể lường trước của cậu.<tiền đạo>.

### Oumi Genya
Omi Genya (近江 舷也 Cận Giang Huyền Dã) là một học sinh cá biệt, cũng là thành viên CLB Kamome, thích gây gổ nhưng lại có tố chất chơi bóng kì lạ. Cha cậu - Akizuki là một cầu thủ nổi tiếng ở Nhật đang chơi ở Ngoại Hạng Anh (Premier League) và nằm trong đội tuyển quốc gia.<tiền đạo>

### Urata Tora
Urata Tora (浦田 虎昌 Phố Điền Hổ Xương) là học sinh lớp 7-1. Bạn của Yui, từng chơi trong đội Chigasaki. Sau cùng Yui trở thành thành viên của CLB trường Kamome. Rất kiêu ngạo và hay chê bai Yui. Tuy nhiên đó chỉ là những gì mà bên ngoài cậu ta thể hiện mà thôi thực chất lại luôn hoàn thành những chiến thuật hay những ý kiến khác, là đồng đội sát cánh để cùng Yui đi hết con dường mà cả ba sẽ tiến tới! Tuy nhiên có những lúc cậu thiếu bình tĩnh mà phải nhờ đến Yui trấn tĩnh thì cậu mới kiềm chế được cảm xúc của mình.<tiền vệ>

### Bé Naria
Là học sinh lớp 7-1. Tính tình trầm lặng, ít nói. Là người gốc Brazil qua Nhật để vào một đội bóng danh tiếng như lời hứa với bà. Đặc điểm: Hay đặt từ "ế" vào cuối câu nói. Hiện đang home-stay tại nhà của một cặp vợ chồng già thuần Nhật.<hậu vệ>

### Haneda Konami
Học cùng lớp với Yui và có cảm tình với cậu (nhưng không biết Yui thì thế nào). Tính tình hòa đồng, vui vẻ. Là siêu mẫu của tạp chí Patati. Cô có tình cảm với Yui xuyên suốt từ đầu truyện cho đến cuối bộ truyện

### Hasuba Reiji
Bạn thân của Oumi, cậu chơi ở vị trí Libero. Thua Yui về tốc độ nhưng có óc phán đoán, là thiếu gia của gia đình giàu có 3 đời làm hội trưởng. Tuy thân với Oumi nhưng Hasuba học rất giỏi. Cậu có một cô em gái tên là IIko, học lớp 5 và cũng làm người mẫu của tạp chí Patati giống Konami.<tiền vệ - thủ môn>

### Izumo Kou (Shirakawa Kou)
Izumo Kou (trước kia là Shirakawa Kou) là anh trai ruột của Yui, mới 14 tuổi nhưng đã là một cầu thủ J-Leaguer xuất sắc có lối chơi tưởng tượng và phán đoán chính xác. Cậu và Yui hồi nhỏ rất thân và chơi rất ăn ý, cho đến khi Yui muốn chơi bóng với một người vượt ngoài sức tưởng tượng. Kou sau khi gia nhập Yokohama Dolphins đã đổi họ thành Izumo để thành địch thủ của Yui.<tiền đạo>

### Tonio Capirossi
Ông từng được biết đến là vua săn bàn của J-League, và cũng là huấn luyện viên của đội Chigasaki và nhóm của Yui. Ông biết Akizuki-cầu thủ nổi tiếng và là bố của Oumi Genya, ông cũng dạy Genya sút bóng khi cậu còn nhỏ.

### Maya
Maya là người nội trợ hiện đang chăm sóc Yui, cô từng là cầu thủ đại biểu của đội bóng thiếu niên nhưng đã giải nghệ lúc 20 tuổi để lấy chồng. Rất rành về bóng đá và có một cô con gái 4 tuổi tên Yume.